# テイラー・スコット
テイラー・ジェームズ・スコット（Tayler James Scott, 1992年6月1日 - ）は、 南アフリカ共和国ハウテン州ヨハネスブルグ出身のプロ野球選手（投手）。右投右打。MLBのヒューストン・アストロズ所属。
メジャーリーグベースボール（MLB）初のアフリカ大陸出身の投手、日本野球機構（NPB）初のアフリカ大陸出身選手。

## 経歴

### プロ入りとカブス傘下時代
南アフリカ共和国のヨハネスブルグで生まれ育ったが、アメリカ合衆国の高校へ野球留学したため、ドラフト対象選手となり、2011年のMLBドラフト5巡目（全体159位）でシカゴ・カブスから指名され、8月15日に契約を結びプロ入り。契約後、8月25日に傘下のルーキー級アリゾナリーグ・カブスに配属され、プロデビューし、2試合に登板した。
2012年はA-級ボイシ・ホークスでプレーし、15試合に先発登板して5勝1敗、防御率2.52、43奪三振を記録した。
2013年はA級ケーンカウンティ・クーガーズでプレーし、24試合に先発登板して6勝8敗、防御率4.22、67奪三振を記録した。
2014年はA+級デイトナ・カブスでプレーし、26試合に先発登板して8勝8敗、防御率4.34、79奪三振を記録した。
2015年はA+級マートルビーチ・ペリカンズとAA級テネシー・スモーキーズでプレーし、2球団合計で26試合（先発1試合）に登板して6勝3敗3セーブ、防御率4.17、48奪三振を記録した。
2016年3月30日に自由契約となった。

### 独立リーグ時代
2016年4月21日に独立リーグであるアメリカン・アソシエーションのスーシティ・エクスプローラーズと契約した。同球団では17試合に登板して1勝0敗、防御率1.88、32奪三振を記録した。

### ブルワーズ傘下時代
2016年7月5日にミルウォーキー・ブルワーズとマイナー契約を結んだ。移籍後は傘下のAA級ビロクシ・シャッカーズでプレーし、24試合に登板して3勝2敗1セーブ、防御率4.39、21奪三振を記録した。オフにはアリゾナ・フォールリーグに参加し、ソルトリバー・ラフターズに所属した。
2017年もAA級ビロクシでプレーした。

### レンジャーズ傘下時代
2017年7月31日にジェレミー・ジェフレスとのトレードで、テキサス・レンジャーズへ移籍した。移籍後は傘下のAAA級ラウンドロック・エクスプレスでプレーし、移籍前を含めた2球団合計で54試合に登板して4勝7敗3セーブ、防御率3.25、76奪三振を記録した。
2018年はAAA級ラウンドロックでプレーし、44試合に登板して5勝5敗1セーブ、防御率3.26、52奪三振を記録した。オフの11月2日にFAとなった。

### マリナーズ時代
2019年1月24日にシアトル・マリナーズとマイナー契約を結び、スプリングトレーニングに招待選手として参加することになった。開幕は傘下のAAA級タコマ・レイニアーズで迎え、6月7日にメジャー契約を結んでアクティブ・ロースター入りした。6月8日のロサンゼルス・エンゼルス戦でメジャーデビューを果たし、ギフト・ンゴエペに次ぐ2人目（投手として初）のアフリカ大陸出身のMLB選手となった。

### オリオールズ時代
2019年6月25日にウェイバー公示を経てボルチモア・オリオールズへ移籍した。レギュラーシーズン終了後の10月30日にマイナー契約で傘下のAAA級ノーフォーク・タイズへ配属された。

### 広島時代
2019年12月1日にNPBの広島東洋カープと契約合意した。NPB初のアフリカ大陸出身の野球選手となる。契約当初から守護神としての起用が見込まれていた。
2020年6月20日の横浜DeNAベイスターズ戦にてNPB初登板を果たし、1回1失点の内容（点差が開いており勝敗は付かず）。翌6月21日の同カードにも登板したが、打ち込まれた末に宮崎敏郎にサヨナラ打を打たれ救援に失敗、これによりルーキー森下暢仁のプロ初登板初先発初勝利を消滅させた。7月2日の東京ヤクルトスワローズ戦で再度登板したが村上宗隆にサヨナラ満塁弾を打たれまたも救援失敗。7月18日のヤクルト戦でも1回3失点と打ち込まれ、防御率が22.50まで膨れ上がり、7月20日に登録を抹消された。再昇格後は先発にも挑戦したが（10月1日の巨人戦）、4回4失点と敗戦投手となった。オフの11月26日、前年の半分以下となる年俸20万ドル（推定）で2021年の契約を更新した。
2021年は、3月10日の阪神タイガースとのオープン戦でルーキーの佐藤輝明に2点本塁打を打たれるなど1回5失点と振るわず、開幕は二軍で迎えることになった。二軍では7試合に登板して2勝1敗、防御率1.96を記録していたが、6月30日の阪神タイガース戦を最後にコンディション不良のためリハビリを続けていた。同年中の復帰が難しくなったため、一軍登板のないまま9月20日に帰国。11月1日に退団することが決まった。オフの12月2日に自由契約公示された。

### パドレス時代
2022年3月7日にサンディエゴ・パドレスとマイナー契約を結んだ。7月3日メジャー契約を結んでアクティブ・ロースター入りし、5日のシアトル・マリナーズ戦で3年ぶりのメジャー登板を果たした。9月11日にDFAとなった。

### フィリーズ傘下時代
2022年9月14日にウェイバー公示を経てフィラデルフィア・フィリーズに移籍した。オフの12月23日にFAとなった。

### ドジャース時代
2023年1月3日にロサンゼルス・ドジャースとマイナー契約を結んだ。開幕はAAA級オクラホマシティ・ドジャースで迎え、16試合に登板して1勝0敗、防御率1.08と好成績を残し、5月22日にメジャー契約を結んでアクティブ・ロースター入りした。6月17日にブライアン・ハドソンのメジャー昇格に伴い、DFAとなった。

### レッドソックス時代
2023年6月22日にボストン・レッドソックスへ金銭トレードで移籍した。4試合に登板したが、7月16日にDFAとなった。

### アスレチックス時代
2023年7月19日にウェイバー公示を経てオークランド・アスレチックスに移籍した。移籍後は8試合に登板し、防御率3.38を記録した。オフの11月6日に40人枠から外され、同日中にFAとなった。

### アストロズ時代

ヒューストン・アストロズ時代(2025年4月14日)

2023年12月20日にヒューストン・アストロズとマイナー契約を結んだ。2024年3月28日に開幕ロースターに選出された。2024年シーズンを通して安定した投球を見せ、勝ちパターン入りに加え、セットアッパーに定着した。62試合に登板し、7勝9ホールド、防御率2.23と大ブレイクを果たした。
2025年は前年に引き続き、リリーフとして開幕ロースター入りを果たした。5月中旬の時点で、防御率こそ5点台だったものの、日によっては1回4失点など炎上する試合もあり、5月14日にDFAとなった。

### ダイヤモンドバックス時代
2025年5月31日、アリゾナ・ダイヤモンドバックスとマイナー契約を結んだ。6月10日にアクティブロースター入りした。ジョン・カーティスの昇格に伴い、DFAとなった。7月1日にマイナー契約を拒否してFAとなった。

### アストロズ復帰
2025年7月4日にアストロズとマイナー契約を結び、AAA級シュガーランド・スペースカウボーイズに配属された。8月18日にメジャー契約を結び、アクティブ・ロースター入り。同日のデトロイト・タイガース戦の6回2番手で登板し、12⁄3回を投げ、被安打5、被本塁打2、失点・自責点5だった。翌19日にDFAとなった。

## 投球データ
| 球種         | 配分 % | 平均球速 mph (km/h) | 水平運動 in | 鉛直運動 in |
| ------------ | ------ | ------------------- | ----------- | ----------- |
| シンカー     | 50     | 95 (152)            | -10         | 4           |
| スライダー   | 43     | 89 (144)            | 2           | -0          |
| フォーシーム | 7      | 95 (153)            | -7          | 7           |

公式戦中の速球の最速球速は、2019年8月に記録した97.1mph（156km/h）。

## 詳細情報

### 年度別投手成績
| 年 度    | 球 団    | 登 板 | 先 発 | 完 投 | 完 封 | 無 四 球 | 勝 利 | 敗 戦 | セ 丨 ブ | ホ 丨 ル ド | 勝 率 | 打 者 | 投 球 回 | 被 安 打 | 被 本 塁 打 | 与 四 球 | 敬 遠 | 与 死 球 | 奪 三 振 | 暴 投 | ボ 丨 ク | 失 点 | 自 責 点 | 防 御 率 | W H I P |
| -------- | -------- | ----- | ----- | ----- | ----- | -------- | ----- | ----- | -------- | ----------- | ----- | ----- | -------- | -------- | ----------- | -------- | ----- | -------- | -------- | ----- | -------- | ----- | -------- | -------- | ------- |
| 2019     | SEA      | 5     | 2     | 0     | 0     | 0        | 0     | 0     | 0        | 0           | ----  | 41    | 7.2      | 11       | 1           | 6        | 0     | 2        | 7        | 0     | 0        | 10    | 8        | 9.39     | 2.22    |
| 2019     | BAL      | 8     | 0     | 0     | 0     | 0        | 0     | 0     | 0        | 0           | ----  | 52    | 8.2      | 20       | 5           | 5        | 0     | 2        | 7        | 2     | 0        | 18    | 18       | 18.69    | 2.88    |
| '19計    | BAL      | 13    | 2     | 0     | 0     | 0        | 0     | 0     | 0        | 0           | ----  | 93    | 16.1     | 31       | 6           | 11       | 0     | 4        | 14       | 2     | 0        | 28    | 26       | 14.33    | 2.57    |
| 2020     | 広島     | 7     | 1     | 0     | 0     | 0        | 0     | 3     | 0        | 0           | .000  | 49    | 8.0      | 17       | 1           | 8        | 1     | 1        | 7        | 0     | 0        | 14    | 14       | 15.75    | 3.13    |
| 2022     | SD       | 8     | 0     | 0     | 0     | 0        | 0     | 1     | 0        | 0           | .000  | 59    | 12.0     | 19       | 1           | 6        | 0     | 0        | 13       | 0     | 0        | 10    | 9        | 6.75     | 2.08    |
| 2023     | LAD      | 6     | 0     | 0     | 0     | 0        | 0     | 0     | 0        | 0           | ----  | 30    | 6.0      | 6        | 0           | 4        | 2     | 1        | 8        | 0     | 0        | 6     | 6        | 9.00     | 1.67    |
| 2023     | BOS      | 4     | 1     | 0     | 0     | 0        | 0     | 0     | 0        | 0           | ----  | 20    | 3.2      | 6        | 1           | 4        | 0     | 1        | 2        | 1     | 0        | 3     | 2        | 4.91     | 2.73    |
| 2023     | OAK      | 8     | 1     | 0     | 0     | 0        | 0     | 0     | 0        | 0           | ----  | 38    | 8.0      | 11       | 2           | 2        | 0     | 1        | 7        | 0     | 0        | 3     | 3        | 3.38     | 1.63    |
| '23計    | OAK      | 18    | 2     | 0     | 0     | 0        | 0     | 0     | 0        | 0           | ----  | 88    | 17.2     | 23       | 3           | 10       | 2     | 3        | 17       | 1     | 0        | 12    | 11       | 5.60     | 1.87    |
| 2024     | HOU      | 62    | 1     | 0     | 0     | 0        | 7     | 3     | 0        | 9           | .700  | 282   | 68.2     | 45       | 7           | 35       | 1     | 4        | 71       | 0     | 0        | 21    | 17       | 2.23     | 1.17    |
| MLB：4年 | MLB：4年 | 101   | 5     | 0     | 0     | 0        | 7     | 4     | 0        | 9           | .636  | 522   | 114.2    | 118      | 17          | 62       | 3     | 11       | 115      | 3     | 0        | 71    | 63       | 4.94     | 1.57    |
| NPB：1年 | NPB：1年 | 7     | 1     | 0     | 0     | 0        | 0     | 3     | 0        | 0           | .000  | 49    | 8.0      | 17       | 1           | 8        | 1     | 1        | 7        | 0     | 0        | 14    | 14       | 15.75    | 3.13    |

- 2024年度シーズン終了時

### 年度別守備成績
| 年 度 | 球 団 | 投手（P） | 投手（P） | 投手（P） | 投手（P） | 投手（P） | 投手（P） |
| 年 度 | 球 団 | 試 合     | 刺 殺     | 補 殺     | 失 策     | 併 殺     | 守 備 率  |
| ----- | ----- | --------- | --------- | --------- | --------- | --------- | --------- |
| 2019  | SEA   | 5         | 1         | 0         | 1         | 0         | .500      |
| 2019  | BAL   | 8         | 2         | 2         | 0         | 1         | 1.000     |
| '19計 | BAL   | 13        | 3         | 2         | 1         | 1         | .833      |
| 2020  | 広島  | 7         | 0         | 4         | 0         | 0         | 1.000     |
| 2022  | SD    | 8         | 0         | 1         | 0         | 0         | 1.000     |
| 2023  | LAD   | 6         | 1         | 0         | 0         | 0         | 1.000     |
| 2023  | BOS   | 4         | 0         | 1         | 0         | 0         | 1.000     |
| 2023  | OAK   | 8         | 1         | 0         | 0         | 0         | 1.000     |
| '23計 | OAK   | 18        | 2         | 1         | 0         | 0         | 1.000     |
| 2024  | HOU   | 62        | 11        | 5         | 0         | 0         | 1.000     |
| MLB   | MLB   | 101       | 16        | 9         | 1         | 1         | .962      |
| NPB   | NPB   | 7         | 0         | 4         | 0         | 0         | 1.000     |

- 2024年度シーズン終了時

### 記録

#### NPB
初記録
投手記録
- 初登板：2020年6月20日、対横浜DeNAベイスターズ2回戦（横浜スタジアム）、9回裏に5番手で救援登板・完了、1回1失点
- 初奪三振：同上、9回裏に桑原将志から空振り三振
- 初先発登板：2020年10月1日、対読売ジャイアンツ18回戦（MAZDA Zoom-Zoom スタジアム広島）、4回4失点で敗戦投手

打撃記録
- 初打席：2020年10月1日、対読売ジャイアンツ18回戦（MAZDA Zoom-Zoom スタジアム広島）、3回裏にエンジェル・サンチェスから投前犠打

### 背番号
- 61（2019年 - 同年6月24日、2023年）
- 63（2019年7月13日 - 同年終了）
- 70（2020年 - 2021年）
- 62（2022年）
- 50（2024年 - 2025年5月12日、同年8月18日）
- 53（2025年6月10日 - 6月28日）